# First Light (Easy Star All-Stars)
First Light è il secondo EP degli Easy Star All-Stars, uscito nel 2011.

## Tracce
1. Don't Stop The Music
2. Break Of Dawn
3. First Light (Ramblin' Fever)
4. One Likkle Draw (feat. Junior Jazz & Daddy Lion Chandell)
5. Something Went Wrong
6. Easy Now Star (feat. The Meditations & Tony Tuff & Lady Ann)
7. Universal Law
8. Paid My Dues
9. Reggae Pension
10. In The Light
11. Unbelievable (feat. Cas Haley)
12. All The Way
13. I Won't Stop
14. Don't Stop Dub Music
15. First Light (Dubmatix Remix) (bonus)
16. Demons (bonus)